# Жилинский университет
Жи́линский университет (словац. Žilinská univerzita) — университет в Жилине, Словакия. 
Создан 1 октябрь 1953 года в Праге как колледж железнодорожного транспорта, который выделился из Чешского технического университета. В 1960 году переехал в Жилину. В 1996 году колледж по решению правительства Словакии был переименован в университет города Жилина. С 2000 года — участник Ассоциации университетов Европы.
В университет обучается около 11 тысяч студентов, насчитывается 650 преподавателей. Включает 7 факультетов, авиационно-образовательный центр по подготовке лётчиков и диспетчеров.

## Факультеты
В настоящее время в Жилинском университете 7 факультетов:
1. строительный факультет (словац. Stavebná fakulta);
2. электротехнический факультет (словац. Fakulta elektrotechniky a informačných technológií);
3. факультет управления и информатики (словац. Fakulta riadenia a informatiky);
4. машиностроительный факультет (словац. Strojnícka fakulta);
5. гуманитарный факультет (словац. Fakulta humanitných vied);
6. факультет эксплуатации и экономики транспорта и связи (словац. Fakulta prevádzky a ekonomiky dopravy a spojov);
7. факультет специальной техники (словац. Fakulta bezpečnostného inžinierstva) (до 2001 года — военный факультет).